# Japanische Badmintonmeisterschaft 1963
Die Japanische Badmintonmeisterschaft 1963 war die 17. Austragung der nationalen Titelkämpfe im Badminton in Japan. Sie fand in Gifu statt.

## Titelträger
| Disziplin    | Sieger                        |
| ------------ | ----------------------------- |
| Herreneinzel | Kōichi Watabe                 |
| Dameneinzel  | Fumiko Yokoi                  |
| Herrendoppel | Yukiharu Suzuki Yoshiaki Tōjō |
| Damendoppel  | Tomiko Ariki Hiromi Mihara    |
| Mixed        | Tadao Hoshino Tomiko Ariki    |